# Elegia coleura
Elegia coleura är en gräsväxtart som beskrevs av Christian Gottfried Daniel Nees von Esenbeck och Maxwell Tylden Masters. Elegia coleura ingår i släktet Elegia och familjen Restionaceae. Inga underarter finns listade i Catalogue of Life.